# Прядченко, Григорий Кононович
Григорий Кононович Прядченко (укр. Григорій Кононович Прядченко; 9 мая 1895 год, Орлик, Курская губерния — 2 октября 1937 год, Харьков) — военный, чиновник, политик. Член РКП(б) с 1918 года. Начальник и комиссар дивизии латышских стрелков. Председатель исполнительного комитета Курского губернского совета. Председатель исполнительного комитета Тамбовского губернского совета и Тамбовского окружного Совета. Председатель исполнительного комитета Северного краевого совета. Председатель малого СНК РСФСР. Глава Харьковского областного совета. Член ЦК КП(б) Украины.

## Биография

Григорий Прядченко в зрелые годы

Григорий Прядченко родился 9 мая 1895 года в слободе Орлик Старооскольского уезда Курской губернии (ныне — Чернянский район, Белгородская область) в украинской семье. В анкетах писал, что русский.
С отличием окончил 4 класса, с 14 лет работал сапожником. Вскоре сдал экзамены в Кронштадтскую морскую школу, но не был принят из-за ненадёжности.
В 1916 году был призван в армию. Служил писарем на окраине Старого Оскола.
С ноября 1917 по май 1919 года — председатель исполнительного комитета старооскольского уездного совета (Курская губерния). В 1918 году вступил РСДРП(б). В 1918 году участвовал в строительстве санатория.
В 1919 году призван в 21-й стрелковый полк третьей дивизии 13-й армии Красной армии; участвовал во многих боевых операциях, с мая 1919 по июль 1921 года — комиссар полка.
С июля 1921 года работал в Исполнительном комитете Курского губернского совета; с 23 августа 1923 по 30 апреля 1925 года — председатель Исполнительного комитета Курского губернского совета.
С сентября 1925 года по апрель 1927 года член малого СНК РСФСР.
С апреля 1927 года по июнь 1928 года председатель Исполнительного комитета Тамбовского губернского совета.
С 30 мая 1928 года — заместитель председателя Организационного комитета ВЦИК РСФСР по Центрально-Чернозёмной области.
С августа 1928 года по январь 1930 года заместитель председателя Исполнительного комитета Центрально-Чернозёмного областного совета.
С января 1930 года по 4 апреля 1931 года председатель малого СНК РСФСР.
В 1931 году стал председателем комитета по делам печати при СНК РСФСР.
С 14 октября 1931 года по октябрь 1935 год председатель Исполнительного комитета Северного краевого совета.
В 1934 году стал начальником и комиссаром дивизии латышских стрелков.
С октября 1935 года по июль 1937 год председатель Исполнительного комитета Харьковского областного совета.
С 3 июня 1937 года — член ЦК КП(б) Украины (исключён 4.7.1937). Состоял членом Всероссийского Центрального Исполнительного Комитета 13-го созыва (1927—1929), членом Центрального Исполнительного Комитета СССР 4-го созыва (1927—1929). Избирался делегатом V Всероссийского Съезда Советов (1918, от Старого Оскола), XV съезда ВКП(б), XVII партконференции.
В июне 1937 года к Григорию Прядченко на ужин зашёл начальник НКВД и увёл его с собой.
Позднее, в июле 1937, был арестован как участник антипартийной террористической организации; осужден 1 октября и расстрелян 2 октября 1937 год в Харькове.
Реабилитирован 22 февраля в 1956 году.

### Семья
Жена — Глафира Васильевна Прядченко (Мерникова; 1896—27.02.1976), певица Харьковского радиокомитета. Арестована в 1937 году, находилась в томской тюрьме; освобождена в 1943 году. Реабилитирована 22 февраля 1956 года.
Сын — Прядченко Борис Григорьевич (1925 г.р.), заместитель Министра машиностроения для легкой и пищевой промышленности и бытовых приборов СССР (1975 − 1987).

## Память
- В честь Григория Прядченко в Старом Осколе названа одна из главных улиц города.
- Установлена памятная доска на здании конторы маслозавода по улице Прядченко в Старом Осколе.
- Главная улица села Орлик носит имя знаменитого уроженца села.